# Anime Contents Expo
Anime Contents Expo (アニメ コンテンツ エキスポ Anime Kontentsu Ekisupo?) también conocido como ACE fue una de las ferias de comercio más grandes de comercio de anime en el mundo, que se celebra anualmente en Japón. El primer evento se realizó en el año 2012. El acto se celebró en Makuhari Messe, un centro de convenciones y exposiciones en la bahía de Tokio, a finales de marzo. En 2014 se fusionó con la Tokyo International Anime Fair para formar AnimeJapan.

## Historia del evento
| Fecha                          | Asistencia                                               | Expositores                                              | Ubicación                                                |
| ------------------------------ | -------------------------------------------------------- | -------------------------------------------------------- | -------------------------------------------------------- |
| 2011                           | Cancelada debido al terremoto y tsunami de Japón de 2011 | Cancelada debido al terremoto y tsunami de Japón de 2011 | Cancelada debido al terremoto y tsunami de Japón de 2011 |
| 31 de marzo-1 de abril de 2012 | 41.628                                                   | 55                                                       | Makuhari Messe, Chiba                                    |
| 30-31 de marzo de 2013         | 70.675                                                   | 75                                                       | Makuhari Messe, Chiba                                    |